# Liste der Baudenkmäler in Stadlern
Auf dieser Seite sind die Baudenkmäler in der Oberpfälzer Gemeinde Stadlern zusammengestellt. Diese Tabelle ist eine Teilliste der Liste der Baudenkmäler in Bayern. Grundlage ist die Bayerische Denkmalliste, die auf Basis des Bayerischen Denkmalschutzgesetzes vom 1. Oktober 1973 erstmals erstellt wurde und seither durch das Bayerische Landesamt für Denkmalpflege geführt wird. Die folgenden Angaben ersetzen nicht die rechtsverbindliche Auskunft der Denkmalschutzbehörde.
 Die Liste gibt den Fortschreibungsstand vom 13. August 2016 wieder und umfasst siebzehn Baudenkmäler.

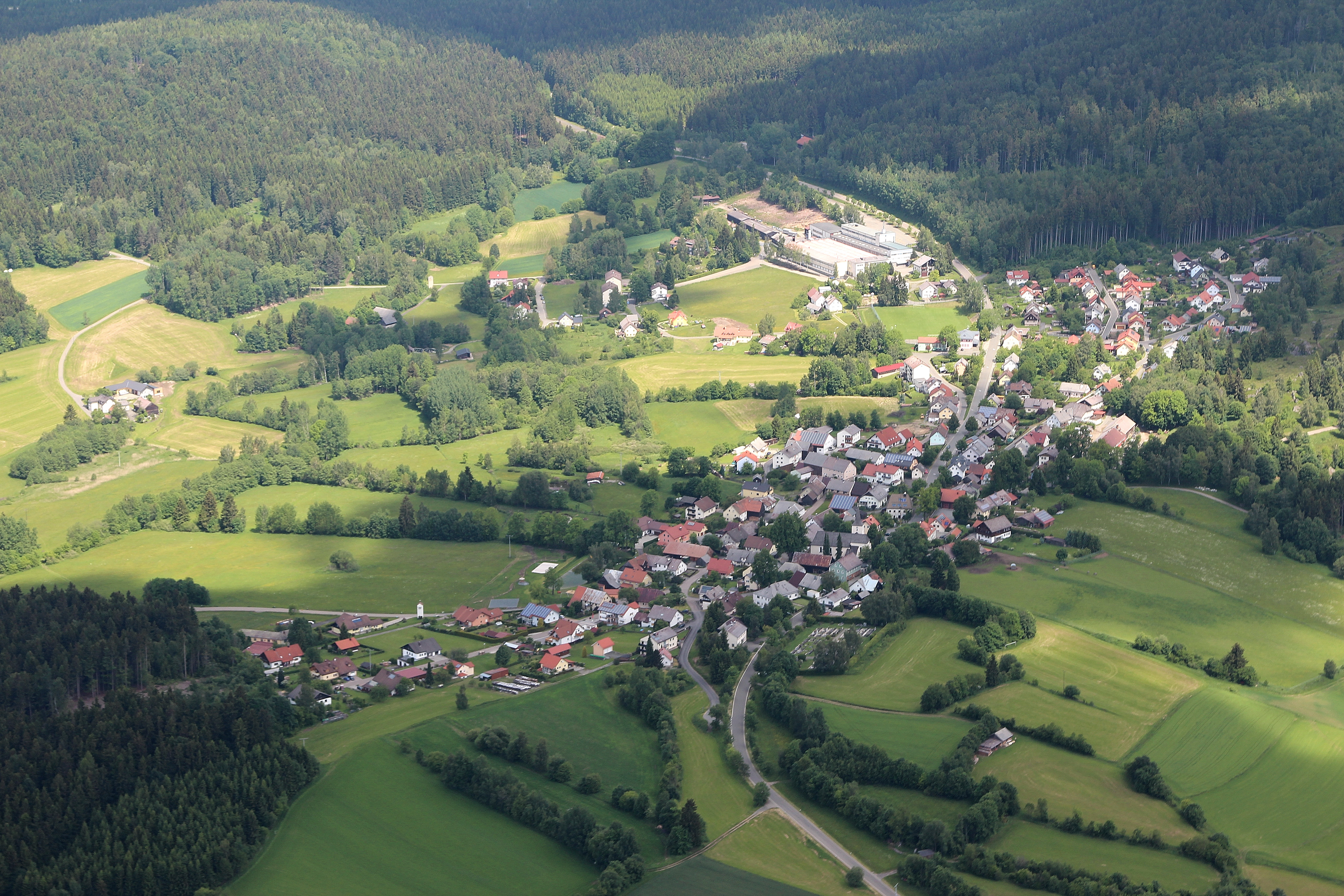
Stadlern aus der Luft

## Ensembles

### Ensemble Grenzstation Schwarzach

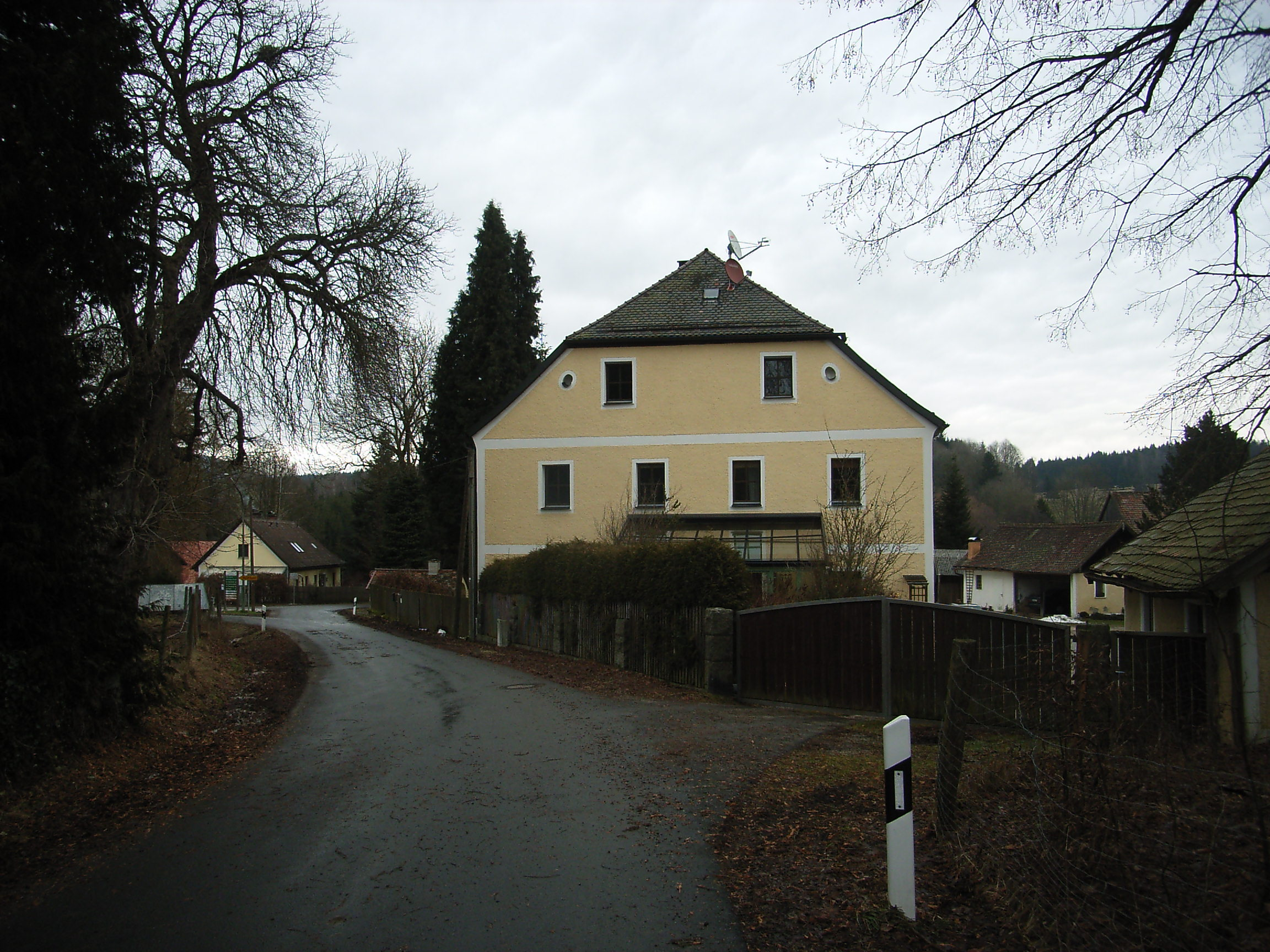

Das Ensemble wird geprägt von einem alten, seit dem Ende des Zweiten Weltkriegs geschlossenen und daher in seinem äußeren Erscheinungsbild unveränderten Grenzübergang. Vorhanden ist noch der alte Straßendamm, von Apfelbäumen und Granitbegrenzungssteinen gesäumt, der sich in einer Krümmung zur noch existierenden Grenzbrücke hinunterzieht; in etwa hundert Metern Abstand vom Bach, der die Grenze bildet, steht noch die alte Zollstation (Haus Nr. 3 und 4) und der Gutshof als ehemalige Poststation (Haus Nr. 1); das neue Zollhaus von 1925 ist etwas weiter in das Landinnere abgerückt. Der Triebwerkskanal für die Mühle (Haus Nr. 2), die Schule (Haus Nr. 21) und die Wohnstallhäuser mit Halbwalmdächern der Bediensteten und der Landwirte, die an der Straße aufgereiht sind, verweisen auf die Selbstversorgungsbemühungen der weitab gelegenen Station. Aktennummer: E-3-76-167-1.

## Baudenkmäler nach Ortsteilen

### Stadlern
| Lage                          | Objekt                                              | Beschreibung | Akten-Nr.    | Bild                                                |
| ----------------------------- | --------------------------------------------------- | --- | ------------ | --------------------------------------------------- |
| Hauptstraße 9 (Standort)      | Wohnhaus                                            | Mansarddachbau auf Natursteinkellergeschoss, um 1925. | D-3-76-167-8 | Wohnhaus                                            |
| Hauptstraße 32 (Standort)     | Katholische Wallfahrtskirche Unsere Liebe Frau      | Chor und Nordturm um 1400, Langhaus 18. Jahrhundert; mit Ausstattung; Granitsäule mit Tabernakelaufsatz und Relief Christus in der Kelter, 17. Jahrhundert; an der südlichen Kirchenwand außen; Friedhofsmauer, wohl 17. Jahrhundert. | D-3-76-167-6 | weitere Bilder                                      |
| Hauptstraße 36 (Standort)     | Ehemaliges Wohnstallhaus                            | Halbwalmdachbau, Mitte 19. Jahrhundert. | D-3-76-167-4 | Ehemaliges Wohnstallhaus                            |
| Hauptstraße 40 (Standort)     | Ehemaliges Wohnstallhaus                            | Halbwalmdachbau, giebelverbretterter Blockbau, 18. Jahrhundert. | D-3-76-167-7 | Ehemaliges Wohnstallhaus                            |
| Reichenstein (Standort)       | Burgruine Reichenstein                              | Reste der mittelalterlichen Anlage; auf Bergkuppe nordöstlich. | D-3-76-167-9 | weitere Bilder                                      |
| Weidinger Straße 1 (Standort) | Ehemaliges Wohnstallhaus                            | Halbwalmdachbau, erste Hälfte 19. Jahrhundert, mit Seitengredvordach, verputzter Giebelblockbau. | D-3-76-167-3 | Ehemaliges Wohnstallhaus                            |
| Weidinger Straße 2 (Standort) | Erdgeschossiges Halbwalmdachhaus mit Blockbaugiebel | Anfang 19. Jahrhundert. | D-3-76-167-2 | Erdgeschossiges Halbwalmdachhaus mit Blockbaugiebel |

### Reichenberg
| Lage                     | Objekt                   | Beschreibung                          | Akten-Nr.     | Bild           |
| ------------------------ | ------------------------ | ------------------------------------- | ------------- | -------------- |
| Reichenberg 3 (Standort) | Ehemaliges Wohnstallhaus | Verputzter Blockbau, 19. Jahrhundert. | D-3-76-167-11 | weitere Bilder |

### Schwarzach
| Lage                     | Objekt                                    | Beschreibung                                                                              | Akten-Nr.     | Bild                                      |
| ------------------------ | ----------------------------------------- | ----------------------------------------------------------------------------------------- | ------------- | ----------------------------------------- |
| Schwarzach 1 (Standort)  | Ehemalige Poststation                     | Halbwalmdachbau, 19. Jahrhundert, im Kern älter.                                          | D-3-76-167-12 | Ehemalige Poststation                     |
| Schwarzach 3 (Standort)  | Altes Zollhaus                            | 18./19. Jahrhundert, Satteldachbau über hakenförmigem Grundriss.                          | D-3-76-167-13 | Altes Zollhaus                            |
| Schwarzach 7 (Standort)  | Wohnstallhaus                             | Halbwalmdachbau, Anfang 19. Jahrhundert.                                                  | D-3-76-167-14 | Wohnstallhaus                             |
| Schwarzach 16 (Standort) | Arbeiterwohnhaus der ehemaligen Dampfsäge | Satteldachbau mit Blankziegelzierformen, um 1890                                          | D-3-76-167-16 | Arbeiterwohnhaus der ehemaligen Dampfsäge |
| Schwarzach 16 (Standort) | Ehemaliges Wohnstallhaus                  | 18. Jahrhundert, verschindelter Blockbau mit Krüppelwalmdach und vorgezogenem Seitengred. | D-3-76-167-15 | Ehemaliges Wohnstallhaus                  |
| Schwarzach 20 (Standort) | Ehemaliges Zollhaus                       | Walmdachbau mit Säulenerker, um 1925.                                                     | D-3-76-167-17 | Ehemaliges Zollhaus                       |
| Schwarzach 22 (Standort) | Ehemaliges Zöllner-Wohnhaus               | Halbwalmdachbau, um 1935.                                                                 | D-3-76-167-18 | Ehemaliges Zöllner-Wohnhaus               |

### Waldhäuser
| Lage                    | Objekt                   | Beschreibung                                                                                   | Akten-Nr.     | Bild                     |
| ----------------------- | ------------------------ | ---------------------------------------------------------------------------------------------- | ------------- | ------------------------ |
| Waldhäuser 3 (Standort) | Ehemaliges Wohnstallhaus | Bezeichnet mit 1820, Giebel verschindelt, seitliches Gredvordach, rückwärtige Schindeldeckung. | D-3-76-167-19 | Ehemaliges Wohnstallhaus |